# Alena Winterová
Alena Winterová (* 13. dubna 1938 Praha) je česká právnička, profesorka na katedře občanského práva Právnické fakulty Univerzity Karlovy. Publikuje zejména v oboru občanského práva procesního.
Absolvovala pražskou právnickou fakultu a své alma mater zůstala věrná, už od roku 1964 zde nepřetržitě působí na katedře občanského práva, kterou také dříve vedla. Profesorkou byla jmenována v roce 1993. Ve své vědecké práci se zabývala např. prejudiciálními otázkami nebo projevům dispoziční zásady v českém civilním procesu. Velkou pozornost věnuje žalobám, jejich účinkům a teoretickému třídění; díky ní byla uznána existence pravotvorných žalob. Už na konci šedesátých let se negativně stavěla k možnosti třetí instance v civilním soudním řízení, přičemž tento její názor se prosadil, protože ani po roce 1989 se z dovolání k Nejvyššímu soudu nestal řádný opravný prostředek. Z pedagogického hlediska je jejím nejvýznamnějším počinem učebnice Civilní právo procesní, která vyšla v několika aktualizovaných vydáních. Výsledky své teoretické práce se ale snaží prosadit i v legislativní praxi, neboť je členkou Legislativní rady vlády.